# Tensiometer (Bodenfeuchte)

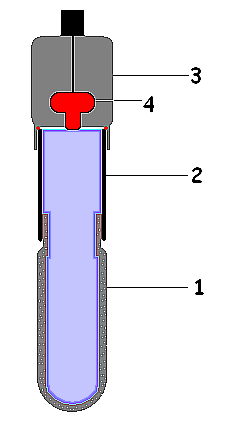
Tensiometer mit (1) poröse Keramikzelle, (2) wassergefülltes Schauglas, (3) Elektronik, (4) Drucksensor

Tensiometer dienen zur kontinuierlichen Messung der Bodenfeuchte anhand der Saugspannung. Je trockener ein Boden ist, desto größer sind die Potentiale der Adsorptions- und Kapillarkräfte, die das Wasser im Boden binden. Tensiometer können bauartbedingt Saugspannungen von 0 bis ca. −850 hPa erfassen. 

## Messprinzip
Die Bodenfeuchte wird über die Saugspannung, also der Austrocknung eines Bodens, gemessen. Die Messung erfolgt mittels einer wassergefüllten, luftdicht abgeschlossen, porösen Keramikzelle („Keramik-Kerze“) (1) mit maximalen Porendurchmessern von ca. 1 µm, die im Boden platziert wird. Zur Kontrolle des Füllstandes dient ein durchsichtiges Kunststoffrohr (2). Zur Befüllung wird entgastes Wasser verwendet, das auch bei Bedarf eingefärbt sein kann.
Wenn der Boden um die Keramikzelle herum austrocknet, wird aus der Keramikzelle so viel Wasser „gezogen“, bis ein Gleichgewicht zum umgebenden Bodenwasser erreicht ist. Der entstehende Unterdruck wird mit einem Manometer angezeigt oder kann mittels Drucksensor (4) elektronisch weiterverarbeitet werden.

## Anwendungen
Bei bodenphysikalischen Untersuchungen kann mittels Tensiometern in verschiedenen Tiefen der Wasserhaushalt im Boden kontinuierlich gemessen werden. In Landwirtschaft und Gartenbau werden Tensiometer bei der Automation von Bewässerungsanlagen verwendet. Hierbei kann die Wassermenge so gesteuert werden, dass die Pflanzen optimal mit Wasser versorgt werden, ohne dass Wasser und Nährstoffe in den Untergrund ausgeschwemmt werden.

## Vorteile
Die Messung erfolgt unabhängig vom Salzgehalt (zum Beispiel durch Düngesalze) im Boden oder Pflanzsubstrat und misst direkt die Verfügbarkeit des Bodenwassers für die Pflanzen am Standort. Das Verfahren ist nicht direkt abhängig von der Bodenbeschaffenheit, Temperatur und von weiteren Einflussgrößen – auch unabhängig von der absoluten Wassermenge – und bietet damit eine gute Messgröße für die automatische Steuerung von Bewässerungsanlagen.

## Nachteile
Tensiometer messen lediglich punktuell. Die Bodenfeuchtigkeit kann in einer anderen Tiefe oder in einigen Zentimetern Entfernung gänzlich andere Werte annehmen. Damit ist die Wahl eines repräsentativen Messortes entscheidend. Gegebenenfalls muss bei Tensiometern Wasser nachgefüllt werden. Dies gilt besonders für Messungen in trockenen Böden oder Substraten. Bei Anwendungen im Außenbereich sind ganzjährige Messungen nur in frostsicherer Tiefe möglich oder bei Zusatz von Stoffen wie Polyethylenglykol (PEG). 
Eine weitere Einschränkung liegt im begrenzten Messbereich von Tensiometern mit Wasserfüllung. Zur Erweiterung des Messbereichs werden daher osmotische Tensiometer mit semipermeabler Membran und PEG als Füllung eingesetzt.